# Cộng hòa Xã hội chủ nghĩa Xô viết Tự trị Tajik
Cộng hòa xã hội chủ nghĩa Xô viết tự trị Tajikistan (tiếng Nga: Таджикская Автономная Социалистическая Советская Республика, Tadzhikskaya Avtonomnaya Sots ialisticheskaya Respublika) hoặc đôi khi là Tajik ASSR một nước cộng hòa tự trị trong Uzbek SSR ở Liên Xô. Nó được tạo ra vào tháng 10 năm 1924 bởi một loạt các hành vi pháp lý phân chia ba thực thể khu vực hiện có ở Trung Á – Cộng hòa xã hội chủ nghĩa Xô viết tự trị Turkestan, Cộng hòa Xô viết Nhân dân Bukharan và Cộng hòa Xô viết Nhân dân Khorezm – thành năm thực thể mới dựa trên các nguyên tắc dân tộc: Cộng hòa xã hội chủ nghĩa Xô viết Uzbek, Cộng hòa xã hội chủ nghĩa Xô viết Turkmen, Tajik ASSR (trong Cộng hòa xã hội chủ nghĩa Xô viết Uzbek), Khu tự trị Kara-Kirghiz (là một tỉnh của Cộng hòa xã hội chủ nghĩa Xô Viết Nga), và Khu vực tự trị Karakalpak (là một tỉnh của Cộng hòa xã hội chủ nghĩa Xô Viết Kazakh).
Thủ đô của Tajik ASSR là ở Dyushambe (ngày nay được gọi là Dushanbe). Vào tháng 10 năm 1929, theo sáng kiến của Shirinsho Shotemur, Tajik ASSR được chuyển đổi thành Cộng hòa xã hội chủ nghĩa Xô viết chính thức và trở thành Tajik Xô viết, cộng thêm vùng Khujand (tỉnh Sughd ngày nay ở miền bắc Tajikistan) từ Uzbek Xô viết. Thủ đô Dyushambe được đổi tên thành Stalinabad để vinh danh Joseph Stalin.
Giống như ở các nước Cộng hòa xã hội chủ nghĩa Xô viết khác, quá trình công nghiệp hóa và tập thể hóa bắt đầu vào năm 1927 và tiếp tục cho đến cuối những năm 1930. Khủng bố thường được sử dụng để ép buộc nông dân tham gia tập thể hóa cưỡng bức, và điều này đã dẫn đến sự phản kháng chống chính phủ trong những năm kéo dài từ 1930 đến 1936. Các cuộc thanh trừng của chủ nghĩa Stalin đã ảnh hưởng đến nhiều thành viên của Đảng Cộng sản Tajikistan, và điều này đã dẫn đến việc loại bỏ khoảng 10.000 người (70% Đảng viên). Người dân Tajikistan cũng phải chịu cảnh buộc phải di dời: trong những năm 1950-1960, cư dân ở các vùng núi của đất nước bị trục xuất đến các trung tâm đô thị do cần lực lượng lao động, trong khi vào năm 1951–1952, 3.000 người Basmachi bị trục xuất đến Siberia.